# Liste der mexikanischen Kinofilme 1926
Die Liste der mexikanischen Kinofilme des Jahres 1926 führt alle in diesem Jahr in Mexiko gedrehten Langfilme auf. Insgesamt gab es in diesem Jahr elf mexikanische Produktionen. Die in dieser Liste aufgeführten Informationen basieren auf David E. Wilts Buch „The Mexican Filmography 1916 through 2001“, der die vollständigste Filmographie für Mexiko vorgelegt hat.

## Legende
- Titel: Nennt soweit vorhanden den offiziellen deutschen Filmtitel, andernfalls den spanischen Originaltitel.
- Regisseur: Nennt den Regisseur oder die Regisseure des Films.
- Genre: Nennt die Genrezuordnung.
- Darsteller: Nennt drei Hauptdarsteller.
- Besonderheiten: Führt Besonderheiten und Hintergründe zum Film auf.

## Filmliste
| Titel                      | Regisseur                         | Genre         | Darsteller                                          | Besonderheiten                                                           |
| -------------------------- | --------------------------------- | ------------- | --------------------------------------------------- | ------------------------------------------------------------------------ |
| Azares de la vida          |                                   |               |                                                     |                                                                          |
| La banda del cinco de oros | Eduardo Urriola                   | Abenteuerfilm | Enrique F. Couto Hugo Paglieri Manuel Arvide        |                                                                          |
| El corazón de Gloria       | Harry Harvey                      | Abenteuerfilm | Josefina Maldonado Ángel T. Sala Leopoldo Ortin     | Der Film wurde entweder nicht fertiggestellt oder nicht veröffentlicht.  |
| Corazón de madre           | Jorge Pierkoff Alfonso Bustamante | Filmdrama     | Enrique Kerlegan Eva de la Fuente Victor Urruchúa   |                                                                          |
| El Cristo de oro           | Manuel R. Ojeda Basilio Zubiaur   | Historienfilm | Otilia Zambrano Fanny Schiller Lucila D’Alva        |                                                                          |
| Del rancho a la capital    | Eduardo Urriola                   | Filmkomödie   | Gonzalo R. de la Gala Diego F. Chapa Carmen Cabrera |                                                                          |
| Hipnotismo                 | Miguel Contreras Torres           | Abenteuerfilm |                                                     |                                                                          |
| El indio yaqui             | Guillermo Calles                  | Filmdrama     | Guillermo Calles Betty Brown                        |                                                                          |
| Misterio                   | Gabriel García Moreno             |               | Carlos Villatoro Clarita Ibáñez Manolo de los Ríos  | Ein Film mit sieben Episoden, von denen nur eine erhalten geblieben ist. |
| El poder del destino       | Basilio Zubinaut                  |               |                                                     |                                                                          |
| El relicario               | Miguel Contreras Torres           | Filmdrama     | Miguel Contreras Torres Sally Rand Judy King        |                                                                          |